# فرودگاه بانفورا
فرودگاه بانفورا (به انگلیسی: Banfora Airport) یک فرودگاه با کد یاتا BNR است . این فرودگاه در کشور بورکینافاسو قرار دارد .